# Cayo Julio Tario Ticiano
Cayo Julio Tario Ticiano (en latín, Caius Iulius Tarius Titianus) fue un senador romano de los siglos II y III, que desarrolló su carrera política bajo los imperios de Cómodo, Septimio Severo, Caracalla y Heliogábalo.

## Carrera
El primer cargo conocido de Ticiano fue el de procónsul de la provincia senatorial Licia y Panfilia, con rango pretorio, lo que conocemos gracias a dos inscripciones griegas de Takina (Turquía) y Attaleia (Turquía), fechadas entre 202 y 205. Terminada esta gobernación, volvió a Roma, donde, a propuesta de Septimio Severo, fue nombrado cónsul sufecto en fecha indeterminada de principios del siglo III.
Ya con rango consular, bajo Caracalla y posiblemente en relación con su campaña pártica , fue nombrado gobernador de la provincia Siria Palestina, lo que conocemos gracias a otras dos inscripciones, respectivamente de Cesarea Marítima (Israel), fechada bajo Heliogábalo, y de Hippos (Israel).